# Tamaite
La tamaite è un minerale appartenente al gruppo della ganofillite.

## Etimologia
Il nome deriva dalla zona di rinvenimento degli esemplari: i giacimenti di manganese di Shiromanu, situati nei pressi della città giapponese di Okutama, nell'area di Tama.